# Palinka

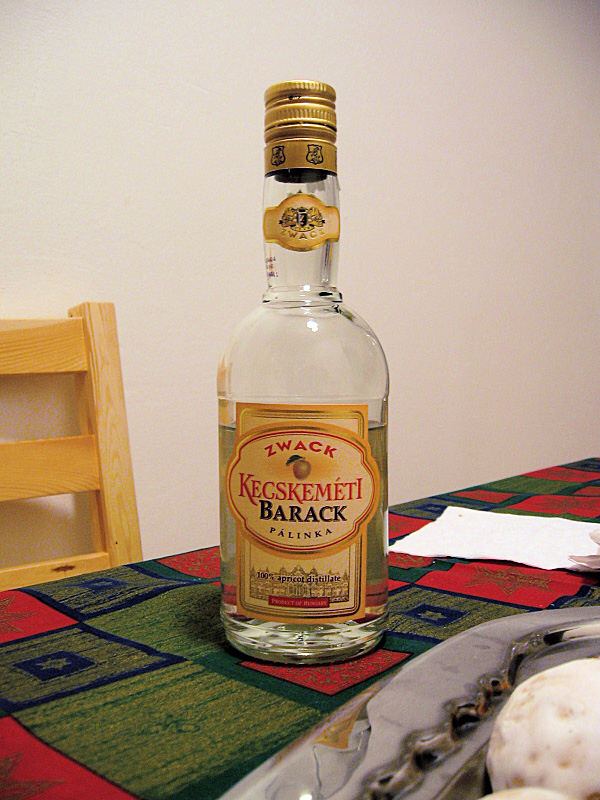
Pálinka.

Palinka (Hongaars: pálinka; Roemeens: pălincă of palincă) is een sterke drank, die vooral gestookt wordt uit vruchten als abrikoos, appel, pruim, peer of druif (bijvoorbeeld Irsai Olivér of Cserszegi fűszeres), maar andere vruchten worden ook wel gebruikt. De drank lijkt enigszins op de Nederlandse jenever maar heeft een hoger alcoholgehalte (circa 40% tot ruim 50%). Op de markten zijn vaak verschillende soorten te koop. In het dorp Kárász wordt jaarlijks een pálinka-festival georganiseerd.
Hongarije telt ruim zeshonderd stokerijen. De meeste industrieel gestookte pálinka komt uit de stad Kecskemét. Door particulieren en op het platteland wordt vaak zelfgestookte pálinka gemaakt. 
Pálinka wordt vaak gedronken bij ontmoetingen of voor het eten, en van oudsher begon men er op het platteland de dag mee. Palinka is populair in Hongarije en Transsylvanië. De Roemeense tegenhanger van pálinka is țuică of palincă die vooral populair is in Walachije (Zuid-Roemenië).
| Verschillende soorten pálinka        | Verschillende soorten pálinka                                                         |
| Hongaarse naam                       | Vrucht                                                                                |
| ------------------------------------ | ------------------------------------------------------------------------------------- |
| alma pálinka                         | appel                                                                                 |
| birs pálinka                         | kweepeer                                                                              |
| cseresznye pálinka                   | kers                                                                                  |
| Irsai Olivér pálinka                 | Irsai Olivér, een zeer geurige druif                                                  |
| körte pálinka                        | peer                                                                                  |
| meggy pálinka                        | morel, zure kers                                                                      |
| sárga barack pálinka, barack pálinka | abrikoos                                                                              |
| szilva pálinka                       | pruim, vgl. Slivovitsj                                                                |
| szőlőtörköly, törköly(pálinka)       | druivenschillen, die overblijven bij de wijnproductie, vgl. grappa en țuică de borhot |
| vegyes pálinka                       | gemengde vruchten                                                                     |